# Олександр Аккерман
Олександр Аккерман (нар. 1951 р. в селі Макарьово, Мукачівський район, Закарпатська область) — український художник єврейського походження.

## З творчої біографії
У 1970 р. закінчив Ужгородське училище прикладного мистецтва. У 1973 р. виїхав до Ізраїлю.
У 1984 р. переселився до Парижа.

## Цитати
Олександр Аккерман: 
| Я давно залишив Україну, але завжди відчуваю, як багато вона мені дала: колористика, орнаментика... Часто сниться той Ужгород, якого вже немає, і Гуцульщина – краєвиди мого дитинства. Коли тут, у столиці Франції, відбувалася велика виставка «Москва – Париж», у каталозі про мене написали, що я український закарпатський художник. Для мене це було принципово. |